# Netflix
Netflix je americký placený poskytovatel filmů a seriálů online a provozovatel online půjčovny DVD a Blu-Ray. Od ledna 2016 je dostupný téměř celosvětově ve 190 zemích světa, s výjimkou Číny, Sýrie a Severní Koreje. Název vznikl pravděpodobně ze slov „net“ (což je zkratka pro internet) a „flick“ (což je hovorový výraz pro film).
Dostupná nabídka se průběžně mění, odlišná je také v jednotlivých státech. Obvykle je na Netflixu pro danou zemi dostupných 4,5 až 6,5 tisíc audiovizuálních děl (Česko se řadí do pětice zemí s nejširší nabídkou). V Česku tvoří nabídku více než 6 742 filmů, seriálů a dokumentů; z toho v květnu 2021 obsahovalo pouze český dabing 568 titulů, pouze české titulky 3 074 titulů a zbytek obojí.
Netflix nezveřejňuje počet předplatitelů v jednotlivých zemích, ale odborníci odhadují, že v Česku bylo v prvním čtvrtletí 2021 okolo 300 tisíc předplatitelů.

## Historie
Společnost byla založena oficiálně 29. srpna 1997 podnikateli Marcem Randolphem a Reedem Hastingsem v Kalifornii. Služby pro předplatitele společnost začala poskytovat v roce 1998 za měsíční předplatné a nabízela necelou tisícovku DVD titulů.
Původně Netflix fungoval jako půjčovna DVD, kdy si uživatelé vybrané tituly objednali přes internet a následně jim byly dodány poštou. Ti je pak po zhlédnutí zaslali poštou zpět. Novinkou na trhu byla i skutečnost, že si mohl zákazník ponechat tituly, jak dlouho chtěl, a pro zaslání nového byla podmínkou vráceního toho předchozího.
V roce 2003 měla už 1 milión uživatelů. V roce 2007 začala streamovat tituly. V průběhu let se technologicky rozvíjela a expandovala i do herních konzolí, televizorů nebo set-top-boxů, připojených k internetu.
K červnu 2022 měl Netflix 220,67 miliónů předplatitelů.

## Předplatné
Ke sledování titulů je nutná registrace, kdy je služba dostupná první měsíc zdarma v nejvyšší verzi Premium. Celkem nabízí Netflix tři verze předplatného.
| Verze předplatného | Obrazová kvalita                                              | Minimální rychlost internetu    | Počet obrazovek současně | Počet stahování současně |
| ------------------ | ------------------------------------------------------------- | ------------------------------- | ------------------------ | ------------------------ |
| Premium            | Full HD (1920×1080 pixelů) 4K – Ultra HD (3840 × 2160 pixelů) | 5 Mb/s Full HD 25 Mb/s Ultra HD | 4                        | 6                        |
| Standard           | Full HD (1920×1080 pixelů)                                    | 5 Mb/s                          | 2                        | 2                        |
| Basic              | HD (1280 x 720 pixelů)                                        | 3 Mb/s                          | 1                        | 1                        |

## Vlastní tvorba
Netflix se kromě své hlavní činnosti věnuje i vlastní produkci televizních seriálů či televizních filmů. S přibývajícími předplatiteli se Netflix také pustil masivně do vlastní tvorby. V roce 2018 byl natočen výpravný historický film Král psanec za více než 120 milionů dolarů. Tento rekord byl hned následující rok překonán filmem Irčan z dílny Martina Scorseseho, který měl rozpočet 159 miliónů dolarů a tento rekord byl překonán akčním špionážním thrillerem The Gray Man z roku 2022, s rozpočtem 200 miliónů dolarů.

## Česká lokalizace
Prvním českým filmem uvedeným v celosvětové nabídce Netflixu se 15. května 2017 stalo životopisné drama Lída Baarová v režii Filipa Renče. Snímek je zde uveden pod názvem Devil's Mistress (Ďáblova milenka) v originální české verzi s možností anglických titulků. Dalším českým snímkem v nabídce Netflixu je drama Milada.
Netflix se podíval na vytvoření českého znění po více než 1 323 titulů. V Česku má Netflix pět dabingových partnerů. Nejvíce dabingů pro něj vzniklo ve studiu Iyuno (25%). Přestože LS Productions není jedním z partnerů, tak vytvořilo o 9 znění více než partnerské Studio Virtual.
V nejvíce českých zněních pro Netflixu se z dabérů objevil Jan Battěk. Objevil se ve více než 400 titulech. Za ním je Kristýna Skružná (352 tituly) a na třetím místě Petra Hobzová (323 titulů).
Nejvíce titulů přeložila Michaela Šimonková Filipová. Za ní je Klára Šumová a na třetím místě Tomáš Cipro. Nejčastěji režii prováděla Jitka Tošilová na více než 130 titulech. Za ní je Michal Michálek a na třetím místě Jakub Hejdánek. Nejčastější zvuk byl Pavel Balcar. Za ním Michael Drobný a na třetím místě Radomír Šrámek.
Jen dva zvukaři si u Netflixu vyzkoušeli dabing, Jiří Čada (Robo kadeti, Utajený pasažér) a Jan Titlbach (Jednorožec Thelma, Kdybys jen tušil). Zvuk dělali u Netflixu převážně muži. Překlad dělaly převážně ženy.
| Pořadí | Název studia    | Počet titulů |
| ------ | --------------- | ------------ |
| 1.     | Iyuno           | 364          |
| 2.     | S Pro Alfa      | 346          |
| 3.     | DW Agentura     | 285          |
| 4.     | Studio Beep     | 228          |
| 4.     | babidabi        | 228          |
| 6.     | LS Productions  | 69           |
| 7.     | VSI             | 68           |
| 8.     | Studio Virtual® | 60           |
| 9      | AVF             | 13           |
| 10.    | SoundBox        | 4            |

## Dostupnost
- 2007 – USA
- 2010 – Kanada
- 2011 – Jižní Amerika
- 2012 – Velká Británie, Irsko, Skandinávie
- 2013 – Nizozemí
- 2014 – Francie, Německo, Švýcarsko, Rakousko, Belgie, Lucembursko
- 2015 – Austrálie, Nový Zéland, Španělsko, Portugalsko, Itálie
- 2016 – Rozšíření po celém světě

Netflix je dostupný formou aplikace do mobilních telefonů, chytrých TV nebo tabletů a přes webový prohlížeč na PC.